# Minneapolis
|  | Aquest article tracta sobre la ciutat de Minnesota. Vegeu-ne altres significats a «Minneapolis (desambiguació)». |

Minneapolis és una ciutat de l'estat de Minnesota, als Estats Units. La ciutat es troba a la vora del riu Mississipi, prop d'una cascada en l'últim tram que antigament era navegable i compta amb nombrosos llacs. S'anomenava Gakaabikaang (al costat de la cascada) en l'idioma dels indis americans anishinaabemowin. Els 45 graus de latitud nord passen pel centre de la ciutat i hi ha una roca amb placa que ho esmenta.

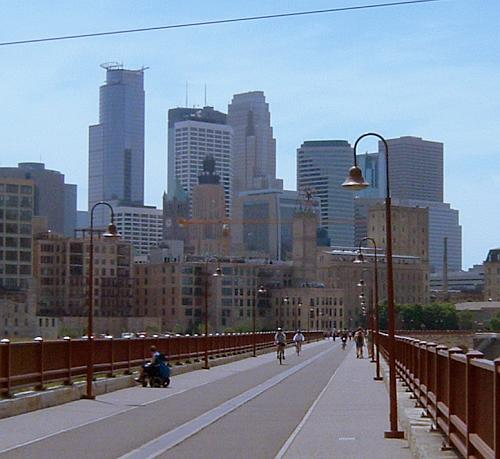
Centre de la ciutat de Minneapolis vista des del pont Stone Arch

Minneapolis desenvolupada a la part no reservada als militars d'una fortalesa pionera (Fort), va obtenir el títol de ciutat el 1867.
La població l'any 2000 era de 382.618 habitants. És la ciutat més populosa de Minnesota (supera la capital Saint Paul) i seu de moltes empreses i d'una de les principals universitats dels Estats Units. De fet, la conurbació Minneapolis - Saint Paul, amb vora 3,5 milions d'habitants és la setzena àrea metropolitana més poblada dels Estats Units.
El dimecres 1 d'agost de 2007 a les 6:05 PM CDT el pont I-35W es va esfondrar en l'hora punta de trànsit de vehicles, causant que 50 o més vehicles i treballadors de la construcció caiguessin a les aigües del riu Mississipi.

## Museus
- Walker Art Center
- Minneapolis Institute of Arts
- Minneapolis College of Art and Design, universitat

## Fills il·lustres
- Francis Wilhelm Richter (1888-?) compositor i violinista.
- Michael Sandel, filòsof
- Prince Rogers Nelson (1958-2016), cantant, compositor, músic i actor estatunidenc

## Ciutats agermanades
Minneapolis té 10 ciutats agermanades:
- Najaf (Iraq), des de 2009
- Cuernavaca (Mèxic), des de 2008
- Uppsala (Suècia), des de 2000
- Eldoret (Kenya), des de 2000
- Harbin (Xina), des de 1992
- Tours (França), des de 1991
- Novossibirsk (Rússia), des de 1988
- Ibaraki, Osaka (Japó), des de 1980
- Kuopio (Finlàndia), des de 1972
- Santiago (Xile), des de 1961

Anteriorment ho havia sigut amb  Winnipeg, Canada.